# アンドレアス・ボウェンシュルト
アンドレアス・ボウェンシュルト（ドイツ語: Andreas Bovenschulte、1965年8月11日 - ）は、ドイツの政治家。2019年8月から、ブレーメン市長を務める。ドイツ社会民主党（SPD）所属。

## 経歴
1965年にヒルデスハイムで生まれる。1987年から1994年までブレーメン大学で法律学を学んだ。
ブレーメン市議会において、82票中47票を獲得しブレーメン市長に選出された。